# Lígia Maria Scherer
Lígia Maria Scherer (Curitiba, 28 de outubro de 1951) é uma diplomata brasileira. Desde setembro de 2021, é a embaixadora junto a Omã.
Foi embaixadora do Brasil junto à República de Moçambique, e, cumulativamente, junto ao Reino da Suazilândia e à República de Madagascar (2012-2015)

## Biografia

### Formação Acadêmica
Em 1974, formou-se em Letras, com especialização em português e inglês, pela Universidade Federal do Paraná.

### Vida pessoal
Nasceu em Curitiba, no Paraná, filha de Adalberto Scherer Sobrinho e de Lucy Szabó Scherer. 

### Carreira Diplomática
Ingressou na carreira diplomática em 1979, no cargo de Terceira Secretária, após ter concluído o Curso de Preparação à Carreira de Diplomata do Instituto Rio Branco. 
Foi inicialmente lotada na Divisão das Nações Unidas, onde trabalhou de 1979 a 1985. No ano de 1981, havia sido promovida a segunda secretária. Em 1985 foi removida a Roma, onde trabalhou na Embaixada do Brasil. Em 1988, além de ter sido promovida a primeira secretária, foi removida para a Embaixada do Brasil em Tóquio, onde permaneceu até 1991. 
Em seu regresso a Brasília, assumiu o cargo de subchefe da Divisão do Meio Ambiente. No ano de 1994, mudou-se para Washington, com vistas a trabalhar na Embaixada do Brasil. Sua promoção à classe de conselheira deu-se em 1996. Em 1997, mudou-se para Tel Aviv, tendo sido designada conselheira da Embaixada do Brasil. 
Ao retornar ao Brasil, no ano de 2001, foi designada chefe da Divisão da Ásia e Oceania II. Defendeu, no mesmo ano, tese no Curso de Altos Estudos do Instituto Rio Branco, intitulada “A Questão de Jerusalém: Realidades e Perspectivas”, um dos requisitos necessários para a ascensão funcional na carreira diplomática. 
Em 2002, foi promovida a ministra de Segunda Classe. Em 2003, realizou missão, em caráter transitório, a Dili, com vistas a assumir o cargo de Encarregada de Negócios da Embaixada. Em 2004, foi removida para Bruxelas, tendo sido designada ministra-conselheira da Missão do Brasil junto à Comunidade Econômica Europeia. Por sua vez, em 2005, passou a exercer as atribuições de ministra-conselheira da Representação Permanente do Brasil junto à FAO. 
No ano de 2007, tornou-se chefe do Escritório de Representação do Brasil em Ramala, cargo que ocupou até 2012, quando o Governo brasileiro designou-a embaixadora do Brasil junto à República de Moçambique. Em 2008, havia sido promovida a ministra de Primeira Classe, mais alto escalão da carreira diplomática brasileira.
Retornou ao Brasil em 2015, para assumir o cargo de diretora do Departamento do Oriente Médio. Em 2019, foi nomeada cônsul-geral do Brasil em Barcelona e em setembro de 2021 foi nomeada embaixadora em Mascate.

## Condecorações[2]
- Medalha do Pacificador (2000)
- Ordem de Rio Branco (1992)